# Jämtösund
De Jämtösund is een baai in Noord-Zweden. Het is een overblijfsel van een zeestraat tussen het voormalige eiland Jämtön en het vasteland. Het gebied rondom Jämtön is de afgelopen 1000 jaar gestegen, zodat de originele Jämtöfjord inmiddels landinwaarts ligt. Slechts een kleine afwateringsrivier, de Jämtörivier, vormt nog de verbinding tussen fjord en sund. De Jämtösund staat in open verbinding met de Botnische Golf en is feitelijk nu de fjord.